# Steven Underhill
Steven Underhill (8 luglio 1962) è un fotografo statunitense.

## Biografia
Cresciuto nel nord della California, si è laureato presso l'Università della California, Los Angeles.
In carriera, ha prodotto e pubblicato otto album fotografici che mostrano uomini nudi e seminudi.
È stato uno dei primi fotografi a contribuire alla rivista a tematica LGBT per ragazzi gay XY.
La sua notorietà è legata anche all'avere fotografato i gemelli (in inglese appunto Twins, come il titolo di un suo album) Bruce Michael e Seth Hall.

## Pubblicazioni
- Photos of Jeff (1996), Bruno Gmunder Verlag Gmbh, ISBN 3861871475
- Straight Boys (1997), Bruno Gmunder Verlag Gmbh, ISBN 386187105X
- Jeff
- Twins (1999)
- Boy Next Door (2000)
- Happy2gether (2003)
- Straight Boys Volume 2 (2004), Bruno Gmunder Verlag Gmbh, ISBN 3861873893
- Rassle (2006), Bruno Gmunder Verlag Gmbh, ISBN 3861878739